# Bifurkacija
Bifurkacija (tudi viličenje ali raztočje reke, latinsko bifurcus - razvoden) je pojav praviloma v nižinskih, zamočvirjenih predelih rečnega toka. Reka se razcepi v dva toka, ki se ne združita več in tečeta v različni porečji. Razvodnica v takšnem območju poteka po nižini in ne po grebenih vzpetih delov terena, kot je običajno. To so značilnosti vodoravne bifurkacije, ki jo je treba razlikovati od navpične. Navpična bifurkacija je značilna za kraški podzemeljski svet.
Najbolj znano viličenje je v Južni Ameriki v porečju Orinoka, kjer reka Casiquiare deloma teče v Orinoko in tako v karibski bazen, ter v Rio Negro, ki je levi pritok Amazonke.
Na Balkanskem polotoku je lep primer vodoravnega viličenja pri kosovskem mestu Uroševac, kjer rečica Nerodimka teče proti severu v reko Sazlijo in naprej preko Sitnice v Ibar, ki je del črnomorskega povodja. Na drugi strani pa se odmika proti jugu v Lepenec, ki je levi pritok Vardarja in z njim sodi v egejsko povodje.
Navpično viličenje je težko raziskati, ker se vode v podzemlju raztekajo v različnih časih v različne smeri, kar je povezano z različnim vodostajem. Potrebno je večkratno barvanje in opazovanje. Na Slovenskem je zelo značilen pojav na Ribniškem polju, kjer se vode pod zemljo raztekajo proti Krki in proti Kolpi, ter v Postojnski jami, kje se reka Pivka razcepi sicer pretežno na Unico, a delček baje tudi v Vipavo in Idrijco.